# Післявоєнний консенсус
Післявоєнний консенсус, який іноді називають післявоєнним компромісом, — це економічний лад і соціальна модель, щодо яких основні політичні партії повоєнної Британії поділяли консенсусну точку зору з кінця Другої світової війни в Європі в 1945 році до кінця 1970-х років. Це закінчилося за часів правління лідера Консервативної партії Маргарет Тетчер. Консенсус толерував або заохочував націоналізацію, сильні профспілки, жорстке регулювання, високі податки та розширену державу загального добробуту.
Поняття повоєнного консенсусу охоплювало підтримку узгодженого пакету політик, розробленого в 1930-х роках і обіцяного під час Другої світової війни, зосередженого на змішаній економіці, кейнсіанстві та широкій державі загального добробуту. Історики обговорюють час ослаблення і розпаду консенсусу, зокрема, чи закінчився він до приходу тетчеризму з загальними виборами 1979 року. Вони також припускають, що це поняття могло не мати такої широкої підтримки, як дехто стверджує, і що термін «консенсус» може бути неточним, коли йдеться про той період. Вбудований лібералізм застосовується для опису післявоєнного консенсусу на глобальній арені, приблизно в той самий період від Другої світової війни до кризи 1970-х років, і протиставляє його зміні парадигми, яку спричинив неолібералізм, що настала згодом.

## Походження післявоєнного консенсусу
Тезу про повоєнний консенсус найповніше розвинув Пол Аддісон. Основний аргумент полягає в тому, що в 1930-х роках ліберальні інтелектуали на чолі з Джоном Мейнардом Кейнсом та Вільямом Беверіджем розробили низку планів, які стали особливо привабливими, оскільки уряд воєнного часу обіцяв набагато кращу післявоєнну Британію та бачив необхідність залучення кожного сектора суспільства.
Основи післявоєнного консенсусу можна простежити до Звіту Беверіджа. Це була доповідь Вільяма Беверіджа, ліберального економіста, який у 1942 році сформулював концепцію більш всеосяжної держави загального добробуту у Великій Британії. Коротко кажучи, доповідь мала на меті провести широкомасштабні реформи у Сполученому Королівстві і зробила це, визначивши «п'ять гігантів на шляху реконструкції»: «Хотіння… Хвороби, Невігластво, Убогість і Неробство». У звіті було сформульовано низку рекомендацій: призначення міністра, який би контролював усі страхові схеми; стандартний щотижневий платіж працюючих як внесок до страхового фонду; пенсії за віком, декретні виплати, допомога на поховання, пенсії вдовам і людям, які отримали травми на роботі; створення нової національної служби охорони здоров'я.
Післявоєнний консенсус включав віру в кейнсіанську економіку, змішану економіку з націоналізацією основних галузей промисловості, створення Національної служби охорони здоров'я та створення сучасної держави загального добробуту у Великій Британії. Цю політику запроваджували всі уряди (як лейбористські, так і консервативні) у повоєнний період. Консенсус щодо характеристики британської політики існував до економічних криз 1970-х років (див. Вторинна банківська криза 1973—1975 років), яка призвела до кінця повоєнного економічного буму та піднесення монетаристської економіки, яку відстоював Мілтон Фрідман. Однак коріння кейнсіанства походить з критики економіки міжвоєнної депресії. Стиль кейнсіанської економіки заохочував активнішу роль уряду з метою «управління загальним попитом таким чином, щоб існував баланс між попитом і обсягом виробництва». Стверджувалося, що в період між 1945—1970 роками (роки консенсусу) рівень безробіття в середньому становив менше 3 %, хоча залишається незрозумілим, чи було це виключно завдяки Кейнсу.
У липні 1945 року у Великій Британії відбулися перші з 1935 року загальні вибори, на яких переконливу перемогу здобула Лейбористська партія, лідером якої був Клемент Еттлі. Політика, яку проводив і реалізовував цей лейбористський уряд, заклала основу консенсусу. Консервативна партія прийняла багато з цих змін і пообіцяла не скасовувати їх у своїй Промисловій хартії 1947 року. Еттлі, використовуючи доповідь Беверіджа та кейнсіанську економіку, виклав свої плани, які стали відомими як «Угода Еттлі».
Основні напрямки, якими він займатиметься:
1. Змішана економіка
2. Повна зайнятість
3. Примирення профспілок
4. Добробут
5. Відхід від імперії

## Політични сфери консенсусу
Під час війни коаліційний уряд на чолі з Черчиллем і Еттлі підписав низку білих книг, які обіцяли Британії значно покращену соціальну державу після війни. Обіцянки включали національну службу охорони здоров'я, розширення освіти, житлового будівництва та низки соціальних програм. Передбачалася також націоналізація слабких галузей промисловості.
В освіті основним законодавчим актом був Закон про освіту 1944 року, написаний консерватором Рабом Батлером, поміркованим політиком, разом зі своїм заступником, лейбористом Джеймсом Чутером Еде, колишнім учителем, який згодом став міністром внутрішніх справ протягом адміністрації Еттлі. Це розширило та модернізувало систему освіти і стало частиною консенсусу. Лейбористська партія не оскаржувала систему елітних державних шкіл — вони стали частиною консенсусу. Також було запропоновано будівництво багатьох нових університетів для значного розширення освітньої бази суспільства. Консерватори не оскаржували соціалізовану медицину Національної служби охорони здоров'я; навпаки, вони вихвалялися, що можуть краще нею керувати.
З точки зору зовнішньої політики, існує багато свідчень того, що існував спільний набір поглядів, які були зумовлені роллю недавньої історії. Денніс Кавана та Пітер Морріс підкреслюють важливість Другої світової війни та уряду воєнного часу у формуванні набору цінностей, які поділялися основними партіями і були пов'язані з подіями, що передували війні: «Атлантизм, розвиток незалежного ядерного стримування, процес імперського розмежування та неохочий європеїзм: все це було започатковано лейбористським урядом 1945 року і згодом продовжено… його наступниками». Однак, існували певні розбіжності у сферах зовнішньої політики, таких як запровадження Співдружності, де «лейбористи протиставили консервативній „імперській риториці“ ідеалізм мультикультурної Співдружності», або, в тому ж ключі, деколонізація, яка стала «важливою темою партійного конфлікту», в якому консерватори продемонстрували небажання віддавати колоніальні володіння, а також поступовий процес здобуття незалежності.
Стверджується, що з 1945 року до приходу до влади Маргарет Тетчер у 1979 році існував широкий багатопартійний національний консенсус щодо соціальної та економічної політики, особливо щодо соціальної держави, націоналізованої системи охорони здоров'я, освітньої реформи, змішаної економіки, державного регулювання, кейнсіанської макроекономічної політики та повної зайнятості. За винятком питання про націоналізацію деяких галузей промисловості, ця політика була широко прийнята трьома основними партіями, а також промисловістю, фінансовим співтовариством і робітничим рухом. До 1980-х років історики загалом погоджувалися з існуванням і важливістю консенсусу. Деякі історики, такі як Ральф Мілібенд, висловлювали розчарування тим, що консенсус був скромним або навіть консервативним пакетом, який блокував повністю соціалізоване суспільство. Історик Ангус Колдер гірко скаржився, що повоєнні реформи були неадекватною винагородою за жертви воєнного часу і цинічною зрадою надії людей на більш справедливе повоєнне суспільство.
Однак важливо зазначити, що між двома основними партіями не було повної згоди, і все ще залишалися питання, які консерватори не підтримували, наприклад, як буде впроваджуватися Національна служба охорони здоров'я. Генрі Віллінк, який був міністром охорони здоров'я від консерваторів у 1943—1945 роках, виступав проти націоналізації лікарень. Це може свідчити про те, що післявоєнний консенсус, можливо, був перебільшеним, як стверджують багато істориків.

### Ревізіонізм лейбористів
«Майбутнє соціалізму» Ентоні Кросленда, опублікована в 1956 році, була однією з найвпливовіших книг у повоєнній ідеології британської Лейбористської партії. Це була основоположна праця «ревізіоністської» школи лейбористської політики. Центральним аргументом у книзі є розмежування Крослендом «засобів» та «цілей». Кросленд демонструє різноманітність соціалістичної думки з плином часу та стверджує, що визначення соціалізму, засноване на націоналізації та державній власності, є помилковим, оскільки це лише один із можливих засобів досягнення мети. Для Кросленда визначальною метою лівих має бути більша соціальна рівність. Кросленд також стверджував, що напад на невиправдану нерівність дасть будь-якій лівій партії політичний проєкт, який дозволить зробити визначення кінцевої точки «скільки рівності» другорядним і більш академічним питанням.

Кросланд також розвинув свій аргумент щодо природи капіталізму (розвинувши його у своїй статті «Перехід від капіталізму» у збірці «Нові фабіанські есеї» 1952 року). Запитуючи, «чи це все ще капіталізм?», Кросланд стверджував, що післявоєнний капіталізм фундаментально змінився, а це означає, що марксистське твердження про неможливість досягнення рівності в капіталістичній економіці більше не відповідає дійсності. Кросланд написав це:
Зникли найхарактерніші риси капіталізму — абсолютне панування приватної власності, підпорядкування всього життя ринковим впливам, домінування мотивації прибутку, нейтралітет уряду, типовий розподіл доходів за принципом laissez-faire та ідеологія індивідуальних прав.
Кросланд стверджував, що ці риси реформованого управлінського капіталізму є незворотними. Інші в Лейбористській партії стверджували, що Маргарет Тетчер і Рональд Рейган спричинилися до зворотного розвитку подій.
Третім важливим аргументом було ліберальне бачення Крослендом «хорошого суспільства». Тут його мішенню було домінування в лейбористському та фабіанському мисленні Сідні Вебба та Беатріс Вебб, а також досить сіре, бюрократичне бачення соціалістичного проекту зверху донизу.

### Буцкеллізм
«Буцкеллізм» — це дещо сатиричний термін, який іноді використовувався в британській політиці для позначення цього консенсусу, встановленого в 1950-х роках і пов'язаного зі здійсненням посади канцлера казначейства Ребом Батлером від консерваторів та Х'ю Гейтскеллом від лейбористів. Цей термін був натхненний передовою статтею Нормана Макрея в журналі «The Economist», яка драматизувала заявлену конвергенцію, посилаючись на вигаданого «містера Буцкелла».

## Суперечки про консесус
Існує багато дискусій щодо того, наскільки насправді існував консенсус, а також щодо того, що він є міфом. Багато політичних мислителів та істориків виступали як за, так і проти концепції консенсусу. Пол Еддісон, історик, якому приписують найбільшу заслугу в розробці цієї тези, брав участь у дискусіях на цю тему з такими постатями, як Кевін Джефріс, який не погоджується з нею. Джефріс каже, що «значна частина лейбористської програми після 1945 року, слід пам'ятати, була запекло оскаржена в той час» на прикладі голосування консерваторів проти NHS. Він приписує війні причину «шокового» результату загальних виборів 1945 року. Еддісон розглядає багато тверджень Джеффріса, наприклад, аргумент про те, що якби консерватори змогли скористатися звітом Беверіджа, то саме вони, а не лейбористи, мали б потужний мандат на проведення політики. У цій статті Еддісон також змінює свою позицію, заявляючи, що він «перебільшив ступінь, до якого „середня думка“ вже переважала на передніх лавах», і визначаючи, що насправді він «погоджується з більшою частиною аналізу доктора Джеффріса».
Існує також низка інших інтерпретацій консенсусу, які обговорювали багато істориків, таких як історик лейбористської партії Бен Пімлотт. Він каже, що ця ідея — «міраж, ілюзія, яка швидко зникає, чим ближче до неї підходиш». Пімлотт бачить багато суперечок і мало гармонії. Він зазначає, що термін «Буцкеллізм» означав гармонію економічної політики між партіями, але на практиці це був термін зневаги, а не святкування. У 2002 році Скотт Келлі заявив, що насправді існує тривала суперечка щодо використання фізичного контролю, монетарної політики та прямого оподаткування. Політологи Денніс Кавана та Пітер Морріс захищають цю концепцію, стверджуючи, що існувала чітка, основна спадкоємність щодо політики щодо економіки, повної зайнятості, профспілок та програм соціального забезпечення. Також існувала згода щодо основних питань зовнішньої політики.
Дін Блекберн пропонує інший аргумент щодо точності консенсусу. Він стверджує, що так званий консенсус не був результатом ідеологічної згоди, а радше епістемологічної (якщо така взагалі була). Він чітко вказує на ідеологічні розбіжності між консерваторами та лейбористами: перші відкрито прагнули до рівного та егалітарного суспільства, тоді як другі, наприклад, були менш схильні до цього. Натомість він припускає, що вивчення спільних епістемологічних переконань партій — «схожих ідей щодо належної політичної поведінки», «спільної підозри щодо того, що політика може служити фіксованим „цілям“, і … віри в те, що еволюційні зміни є більш бажаними, аніж радикальні», — дало б змогу краще зрозуміти, чи був консенсус, чи не було його взагалі. Блекберн підсумовує, що замість того, щоб «бути вкоріненим у спільних ідеологічних переконаннях щодо бажаних „цілей“ політичної діяльності, консенсус міг випливати з епістемологічних припущень і політичних пропозицій, які з них випливають».

## Крах консенсусу
Ринково-орієнтовані консерватори набрали сили в 1970-х роках перед обличчям економічного паралічу. Вони перевідкрили працю Фрідріха Гаєка «Шлях до рабства» (1944) і запросили Мілтона Фрідмана, лідера Чиказької школи економіки, коли монетаризм почав дискредитувати кейнсіанство. Кіт Джозеф відіграв важливу роль радника Тетчер.

Здавалося, що кейнсіанство саме по собі більше не є чарівною панацеєю від економічних криз 1970-х років. Марк Кессельман та ін. стверджують:
Британія страждала економічно без зростання і зі зростаючим політичним невдоволенням… «зима невдоволення» зруйнувала британський колективістський консенсус і дискредитувала кейнсіанську державу загального добробуту. 
У 1972 році канцлер казначейства Ентоні Барбер запровадив бюджет, спрямований на зниження податків. Далі відбувся короткий «перукарський бум», який завершився стагфляцією та (фактично ) девальвацією фунта стерлінгів. Глобальні події, такі як нафтова криза 1973 року, чинили тиск на повоєнний консенсус; цей тиск посилювався внутрішніми проблемами, такими як висока інфляція, триденний робочий тиждень та промислові заворушення (особливо у занепадаючій вугільній промисловості). На початку 1976 року очікування погіршення інфляції та подвійного дефіциту призвели до кризи фунта стерлінгів. До жовтня фунт впав майже на 25 % відносно долара. На цей момент Банк Англії вичерпав свої валютні резерви, намагаючись підтримати валюту, і в результаті уряд Каллагана був змушений звернутися до Міжнародного валютного фонду з проханням про позику в розмірі 2,3 мільярда фунтів стерлінгів, що на той час було найбільшим кредитом, який коли-небудь надавав МВФ. У відповідь МВФ вимагав значного скорочення витрат та посилення грошової маси. Це ознаменувало призупинення кейнсіанської економіки у Великій Британії. Каллаган підтвердив це повідомлення у своїй промові на конференції Лейбористської партії в розпал кризи, сказавши:
Ми звикли думати, що можна вийти з рецесії та збільшити зайнятість, знизивши податки та збільшивши державні витрати. Я скажу вам з усією відвертістю, що такого варіанту більше не існує, а якщо він колись і існував, то після війни він спрацьовував лише в тому випадку, якщо впорскував в економіку більшу дозу інфляції, за якою слідував вищий рівень безробіття як наступний крок.
Причиною передбачуваного краху повоєнного консенсусу є теза про перевантаження держави, головним дослідником якої у Великій Британії є політолог Ентоні Кінг. Він підсумовує ланцюг подій наступним чином: «Колись давно людина звернулася до Бога, щоб той упорядкував світ. Потім вона звернулася до ринку. Тепер вона дивиться на уряд». Припускається, що через підвищений попит на уряд у роки консенсусу виник дисбаланс між тим, що було можливо забезпечити, і попитом, який був створений. Цей процес визначається як циклічний: «більше вимог означає більше втручання уряду, що породжує ще більше очікувань». Вважається, що саме ці сумніви щодо консенсусу частково призвели до появи нових правих і Маргарет Тетчер.
Тетчер змінила інші елементи повоєнного консенсусу, наприклад, коли її Закон про житло 1980 року дозволив мешканцям купувати свої квартири. Тетчер зберегла ключові елементи повоєнного консенсусу, такі як націоналізація охорони здоров'я. Вона пообіцяла британцям у 1982 році, що «Національна служба охорони здоров'я буде в наших руках». У 1982 році вона пообіцяла британцям, що Національна служба охорони здоров'я «в безпеці в наших руках».
Економісти Стівен Бродберрі та Ніколас Крафтс стверджують, що антиконкурентні практики, закріплені післявоєнним консенсусом, перешкоджали ефективному функціонуванню економіки і, як наслідок, перерозподілу ресурсів у найбільш прибуткові напрямки. Девід Хіггінс стверджує, що статистичні дані підтверджують думку Бродберрі та Крафтса.
Консенсус дедалі частіше розглядався правими як причина відносного економічного занепаду Британії. Прихильники нових правих політичних переконань вбачали у своїй ідеології вирішення економічних дилем Британії у 1970-х роках. Коли Консервативна партія перемогла на загальних виборах 1979 року після «зими невдоволення» 1978-79 років, вона втілила в життя ідеї нових правих і поклала край післявоєнному консенсусу.

## Нова Зеландія
За межами Великої Британії термін «післявоєнний консенсус» використовується для позначення епохи політичної історії Нової Зеландії — від першого уряду Лейбористської партії Нової Зеландії у 1930-х роках до обрання кардинально зміненої Лейбористської партії у 1984 році, після років правління переважно Національної партії Нової Зеландії. Як і у Великій Британії, вона була побудована на «історичному компромісі» між різними класами суспільства: права, здоров'я та гарантії зайнятості для всіх працівників були обіцяні урядом в обмін на співпрацю між профспілками та роботодавцями. Ключовими ідеологічними постулатами урядів того періоду були кейнсіанська економічна політика, жорсткий інтервенціонізм, економічне регулювання та широка держава загального добробуту.

## Виноски
1. ↑  The pound was changed from a pegged to a floating currency and its value immediately plunged.

## Подальше читання
- Addison, Paul. The road to 1945: British politics and the Second World War (1975).
- Addison, Paul, 'Consensus Revisited', Twentieth Century British History, 4/1, (1993) pp. 91–94
- Black, Lawrence, and Hugh Pemberton. An Affluent Society? Britain's Post-war 'Golden Age' Revisited (Gower, 2004).
- Broadberry, Stephen and Nicholas Crafts (2003). «UK Productivity Performance from 1950 to 1979: A Restatement of the Broadberry-Crafts View»  (необхідна підписка) in The Economic History Review, vol. 56, No. 4, pp. 718–35.
- Dutton, David. British Politics Since 1945: The Rise, Fall and Rebirth of Consensus (2nd ed. Blackwell, 1997). excerpt; political history seen from Consensus viewpoint
- Harrison, Brian. «The rise, fall and rise of political consensus in Britain since 1940.» History 84.274 (1999): 301—324. online
- Jefferys, Kevin, The Churchill Coalition and Wartime Politics, 1940–45, (1995).
- Jones, Harriet and Michael Kandiah, eds. The Myth of Consensus: New Views on British History, 1945–64 (1996) excerpt
- Lowe, Rodney. «The Second World War, consensus, and the foundation of the welfare state.» Twentieth Century British History 1#2 (1990): 152—182.
- O'Hara, Glen. From dreams to disillusionment: economic and social planning in 1960s Britain (Palgrave Macmillan, 2007) online PhD version
- Reeves, Rachel, and Martin McIvor. «Clement Attlee and the foundations of the British welfare state.» Renewal: a Journal of Labour Politics 22#3/4 (2014): 42+. online
- Ritschel, Daniel. «Consensus in the Postwar Period After 1945,» In David Loades, ed., Reader's Guide to British History (2003) 1:296–97.
- Toye, Richard. «From 'Consensus' to 'Common Ground': The Rhetoric of the Postwar Settlement and its Collapse,» Journal of Contemporary History (2013) 48#1 pp. 3–23.
- Williamson, Adrian. «The Bullock Report on Industrial Democracy and the Post-War Consensus.» Contemporary British History 30#1 (2016): 119–49.

### Буцкеллізм
- Kelly, S. (2002). The Myth of Mr. Butskell: The Politics of British Economic Policy, 1950–55. London: Ashgate. ISBN 978-0-7546-0604-8.
- Rollings, Neil. «'Poor Mr Butskell: A Short Life, Wrecked by Schizophrenia'?.» Twentieth Century British History 5#2 (1994): 183—205.
- Rollings, Neil. «Butskellism, the postwar consensus and the managed economy.» in Harriet Jones and Michael Kandiah, eds. The Myth of Consensus: New Views on British History, 1945–64 (1996) pp. 97–119 excerpt